# Харченко, Вячеслав Анатольевич
Харченко Вячеслав Анатольевич — писатель, прозаик.

## Биография
Родился 18 июля  1971 года в поселке Холмском Абинского района Краснодарского края, детство и юность провел в г. Петропавловске- Камчатском, закончил механико-математический факультет МГУ и аспирантуру Московского Государственного Университета леса, учился в Литературном институте имени А.М.Горького. Участник поэтической студии «Луч» при МГУ и литературного объединения «Рука Москвы». Член Союза писателей Москвы и Русского ПЕН-центра.
Начал публиковаться с 1999 года. Стихи печатались в журналах «Новая Юность», «Арион», «Знамя» и других; проза – в журналах «Октябрь», «Новый берег», «Дети Ра», «Зинзивер», «Крещатик», «Волга» и других.  Рассказы переводились на немецкий , английский, китайский и турецкие языки.
Работал редактором журналов «Современная поэзия», «Homo Legens (журнал)», «Формаслов», «Крещатик».
Книги рассказов неоднократно входили в короткие и длинные списки премий:
Большая книга, Национальный бестселлер, Ясная Поляна (премия), премия Фазиля Искандера, Международный Волошинский конкурс, премия и фестиваль и др.

## Отзывы и критика
Прежде чем перейти к разговору об историях Харченко, мне хотелось бы очертить серьезность самой проблемы. Художественная проза берется неизвестно откуда и даже автору целиком неподотчетна. Качественное эссе можно написать в заданный срок. Оно как тот праздник, который всегда с тобой. Бэкграунд + юмор + талант + стиль и т.д. Хорошее, задорное эссе - почти проза. Не хватает, в общем, одного - вымысла. Зачем он нужен, до конца не понимает никто. Василий Розанов, например, свое личное непонимание ставит во главу угла и выдвигает примерно такую позицию: проза и эссеистика есть, по сути, одно, разделять их бессмысленно. Но разделение в культуре не исчезает вот уже сто лет после Розанова. Писатели фиксируют, и не раз, что материя эссе отторгает вымысел, так же как атмосфера художественного текста часто отторгает невыдуманную деталь. В общем, синтез очень достоверной, гибкой интонации эссе с прозаической нездешней сюжетностью - что-то вроде вечной литературной задачи. Ее частично решили: Газданов в "Ночных дорогах"; Георгий Иванов - в своих мемуарах, оказавшихся фактологической неправдой; Богомолов и Тендряков, привившие прозе документ, тоже, кстати, то подлинный, то придуманный; тот же Довлатов, на свой лад монтирующий непридуманные жизненные эпизоды.
Харченко находит общий корень прозы и эссеистики - интонационный зачин. И развивает его именно как зачин.
Леонид Костюков.
Прозаик, поэт, литературный критик. "Попытка синтеза". Русский журнал.
Вячеслав Харченко, как мало кто из современных писателей, ощущает силу этого ничтожного, казалось бы, способа письма — рассказывания случаев. Более того, случаи здесь, вполне в хармсовском духе (но не стилистике) могут ни в чем, собственно, не заключаться, кроме самого факта их сообщения (не вполне даже тут уместно говорить о рассказывании). Абсолютное узнавание ситуации, в которой находится герой-повествователь или помещены некоторые персонажи волей затекстового автора, ведет, вроде бы, к отождествлению читательской картины мира и - текста, к растворению одной в другом. Но всегда присутствует некий, едва заметный зазор, некий рефлектирующий «внешний» по отношению к ситуации ум, который из «просто» драматической, «просто» поучительной, «просто» иронической виньетки создает дополнительное измерение текста.
Данила Давыдов.
Поэт, литературный критик, филолог. "СЛУЧАИ И СОБЫТИЯ", Литеrraтура 

## Премии
- Лауреат Волошинского конкурса в номинации проза за 2007 год [15]
- Лауреат журнала Зинзивер (журнал) в номинации проза за 2016 год, 2017 год  и 2021 год[16]
- Диплом премии им. Фазиля Искандера за книгу рассказов "Москвич в Южном городе" 2022 год[17]

## Интервью, рецензии, полезные ссылки
- Интервью в "Независимой газете" [18]
- Страница на сайте Журнальный зал [19]
- Рецензия на книгу "Соломон, колдун, охранник Свинухов, молоко, баба Лена и др." в "Независимой газете" [20]
- Рецензия на книгу "Соломон, колдун, охранник Свинухов, молоко, баба Лена и др."  в длинном списке премии "Национальный бестселлер.[21]
- Рецензия на книгу "Соломон, колдун, охранник Свинухов, молоко, баба Лена и др" на сайте polit.ru[22]
- Страница на сайте "Литературное радио"[23]
- Страница на сайте "Читальный зал"[24]
- Рецензия на книгу "Чай со слониками" [25]
- Рецензия на книгу "Чай со слониками" в журнале "Октябрь" [26]
- "Клцо" В. Харченко: рассказ о современных праведниках и древнерусская житийная повесть. Текст научной статьи по специальности «Языкознание и литературоведение»[27]